# Izaskun Bilbao Barandica
Izaskun Bilbao Barandica (Bermeo, 27 de març de 1961) és una política nacionalista basca.
Llicenciada en Dret per la Universitat de Deusto. De 1996 a 1998 va ser directora de serveis del Departament Basc d'Interior, i després va ocupar el mateix càrrec en Cultura. Ha estat regidora a l'Ajuntament de Bermeo i és interventora de l'Ajuntament de Kortezubi. Membre del Partit Nacionalista Basc, és diputada al Parlament Basc des de les eleccions al Parlament Basc de 1998 i va ser la primera dona presidenta del Parlament Basc entre 2005 i 2009, en no aconseguir el candidat inicial del PNB, Juan María Atutxa, la majoria necessària per ser nomenat.
A les eleccions al Parlament Basc de 2009 va ser cap de llista del PNB per Biscaia. Aquest mateix any, abandona el Parlament Basc per formar part de les llistes electorals de la Coalició per Europa encapçalada pel PNB i CIU a les eleccions al Parlament Europeu de 2009, obtenint escó i convertint-se en vicepresidenta de la Delegació del Parlament Europeu per a les Relacions amb els Països de la Comunitat Andina, sent eurodiputada fins al 2024, quan va deixar la primera línia política.
Izaskun Bilbao domina el basc, el castellà i el francès.